# Mesochorus procerus
Mesochorus procerus är en stekelart som beskrevs av Dasch 1974. Mesochorus procerus ingår i släktet Mesochorus och familjen brokparasitsteklar. Inga underarter finns listade i Catalogue of Life.